# Sheppardia cyornithopsis
El akelat occidental (Sheppardia cyornithopsis) es una especie de ave paseriforme de la familia Muscicapidae propia de la selva tropical africana. Su hábitat natural son los bosques húmedos tropicales.